# Dynasty Tour
Dynasty Tour è un tour del gruppo hard rock statunitense Kiss, intrapreso tra il giugno e il dicembre del 1979 per promuovere l'omonimo album. È l'ultimo tour con Peter Criss nella formazione prima della riunione del 1996.

## Antefatti

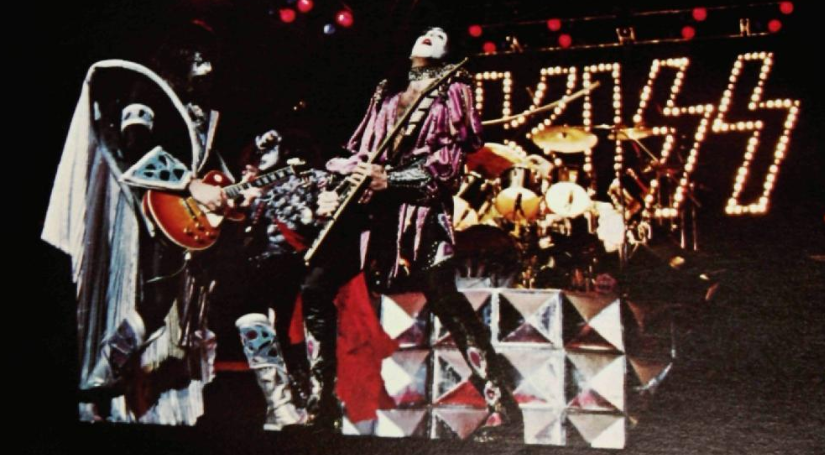
La band in concerto nel 1979

Il Dynasty Tour, noto anche come The Return Of Kiss, fu il primo tour a presentare la famosa acrobazia volante di Gene Simmons. Questo fu anche il primo tour a presentare la "chitarra illuminata" di Ace Frehley e la sua chitarra spara-razzi, dove, dopo il suo assolo di chitarra ed aver emesso fumo, si sollevava ancora fumante. Mentre fluttuava verso l'alto, appariva con un'altra chitarra, puntava il manico verso la chitarra oscillante, sparava ai razzi e la faceva saltare in aria. John Elder Robison, che servì come tecnico durante la fine degli anni '70, documentò quanto lavorò per creare gli effetti elaborati per il tour. Per Paul Stanley fu progettato un trucco che prevedeva di indossare un auricolare e sparare un laser dall'occhio sinistro, per deridere l'effetto visto in Kiss Meets The Phantom Of The Park, dell'anno prima. Dopo diverse prove, sia Stanley che il manager Bill Aucoin, respinsero l'idea, citando il pericolo che avrebbe comportato.
Anche per questo tour ci fu un calo di pubblico. Altre date al Pontiac Silverdome furono cancellate. Recensioni e registrazioni confermarono che anche il tour era di scarsa qualità musicale. Questo fu l'ultimo tour con Peter Criss alla batteria fino al 1996. In seguito ammise che avrebbe smesso intenzionalmente di suonare durante gli spettacoli solo per sconvolgere il resto della band.
Questo tour è anche famoso per essere l'unico tour a presentare brani degli album solisti di tutti e quattro i membri. Simmons eseguì Radioactive, Criss suonò Tossin' And Turnin', Frehley compì New York Groove e Stanley eseguì Move On. Le canzoni del bassista e del batterista furono sostituite con canzoni più familiari all'inizio del tour. Secondo quanto riferito, la canzone di Criss, Dirty Livin', fu provata, ma mai eseguita.
Frehley dichiarò in varie interviste che i Kiss stavano diventando una band orientata ai giovani. Disse ciò perché i bambini si presentavano vestiti in costume e truccati per i loro spettacoli, insieme ai loro genitori.
Nel programma del tour finale della band, Stanley ha riflettuto su questo: 
(Paul Stanley, 2019)

## Recensioni
Roman Kozak, di Billboard, aprì la sua recensione affermando che, non c'era niente come un concerto dei Kiss. Notò l'aggiunta di un pubblico che era preadolescente e adolescente, aggiungendo che erano piuttosto contenti della performance stravagante. Kozak sottolineò che, mentre la band aveva fatto poco per la sua formula di base, suonarono una "musica heavy metal fragorosa" e dissero che erano bravi quanto dovevano essere, in cui non c'era quasi un momento di noia con l'uso di effetti speciali, così come la nuova aggiunta di Gene Simmons, che fa levitare 30 piedi (10 m) in cima al traliccio dell'illuminazione, che ha impressionato il pubblico.

## Artisti d'apertura
- Nantucket = 1
- Sweet = 2
- Whiteface = 3
- New England = 4
- Cheap Trick = 5
- Michael Stanley Band = 6
- Eli = 7
- Judas Priest = 8
- John Cougar & The Zone = 9
- Breathless = 10
- Loverboy = 11
- The Rockets = 12

## Date e tappe[7][8]
| Data              | Città          | Stato       | Luogo                              | Artisti d'apertura | Presenze | Incasso  | Riferimenti |
| ----------------- | -------------- | ----------- | ---------------------------------- | ------------------ | -------- | -------- | ----------- |
| 15 giugno 1979    | Lakeland       | Stati Uniti | Lakeland Civic Center              | 1                  | N.D.     | N.D.     | N.D.        |
| 17 giugno 1979    | Pembroke Pines | Stati Uniti | Hollywood Sportatorium             | 1                  | N.D.     | N.D.     | N.D.        |
| 19 giugno 1979    | Savannah       | Stati Uniti | Savannah Civic Center              | 2                  | N.D.     | N.D.     | N.D.        |
| 22 giugno 1979    | Columbia       | Stati Uniti | Carolina Coliseum                  | 3                  | N.D.     | N.D.     | N.D.        |
| 24 giugno 1979    | Charlotte      | Stati Uniti | Charlotte Coliseum                 | 1                  | N.D.     | N.D.     | N.D.        |
| 26 giugno 1979    | Greenville     | Stati Uniti | Greenville Memorial Auditorium     | 1                  | N.D.     | N.D.     | N.D.        |
| 28 giugno 1979    | Asheville      | Stati Uniti | Asheville Civic Center             | 1                  | N.D.     | N.D.     | N.D.        |
| 30 giugno 1979    | Atlanta        | Stati Uniti | The Omni                           | 4                  | N.D.     | N.D.     | N.D.        |
| 3 luglio 1979     | Greensboro     | Stati Uniti | Greensboro Coliseum                | 1                  | N.D.     | N.D.     | N.D.        |
| 5 luglio 1979     | Hampton        | Stati Uniti | Hampton Coliseum                   | 4                  | N.D.     | N.D.     | N.D.        |
| 7 luglio 1979     | Landover       | Stati Uniti | Capital Center                     | 4                  | N.D.     | N.D.     | N.D.        |
| 8 luglio 1979     | Landover       | Stati Uniti | Capital Center                     | 4                  | N.D.     | N.D.     | N.D.        |
| 10 luglio 1979    | Roanoke        | Stati Uniti | Roanoke Civic Center               | 4                  | N.D.     | N.D.     | N.D.        |
| 13 luglio 1979    | Pontiac        | Stati Uniti | Pontiac Silverdome                 | 4 ; 5              | N.D.     | N.D.     | N.D.        |
| 16 luglio 1979    | Lexington      | Stati Uniti | Rupp Arena                         | 4                  | 9 480    | $92 500  | [ 10 ]      |
| 18 luglio 1979    | Richfield      | Stati Uniti | Richfield Coliseum                 | 4                  | N.D.     | N.D.     | N.D.        |
| 19 luglio 1979    | Richfield      | Stati Uniti | Richfield Coliseum                 | 4                  | N.D.     | N.D.     | N.D.        |
| 21 luglio 1979    | Pittsburgh     | Stati Uniti | Civic Arena                        | 4                  | 13 873   | $142 352 | [ 10 ]      |
| 24 luglio 1979    | New York       | Stati Uniti | Madison Square Garden              | 4                  | N.D.     | N.D.     | N.D.        |
| 25 luglio 1979    | New York       | Stati Uniti | Madison Square Garden              | 4                  | N.D.     | N.D.     | N.D.        |
| 28 luglio 1979    | Portland       | Stati Uniti | Cumberland County Civic Center     | 4                  | N.D.     | N.D.     | N.D.        |
| 31 luglio 1979    | Providence     | Stati Uniti | Providence Civic Center            | 4                  | N.D.     | N.D.     | N.D.        |
| 1 agosto 1979     | Providence     | Stati Uniti | Providence Civic Center            | 4                  | N.D.     | N.D.     | N.D.        |
| 4 agosto 1979     | Toronto        | Canada      | Maple Leaf Gardens                 | 4                  | N.D.     | N.D.     | N.D.        |
| 6 agosto 1979     | Montréal       | Canada      | Forum de Montréal                  | 4                  | N.D.     | N.D.     | N.D.        |
| 8 agosto 1979     | Buffalo        | Stati Uniti | Buffalo Memorial Auditorium        | 4                  | N.D.     | N.D.     | N.D.        |
| 10 agosto 1979    | Indianapolis   | Stati Uniti | Market Square Arena                | 6                  | N.D.     | N.D.     | N.D.        |
| 12 agosto 1979    | Memphis        | Stati Uniti | Mid-South Coliseum                 | 4                  | N.D.     | N.D.     | N.D.        |
| 14 agosto 1979    | Nashville      | Stati Uniti | Nashville Municipal Auditorium     | 4                  | 9 900    | $113 148 | [ 11 ]      |
| 16 agosto 1979    | Birmingham     | Stati Uniti | BJCC Arena                         | 4                  | 12 213   | $112 341 | [ 11 ]      |
| 18 agosto 1979    | Baton Rouge    | Stati Uniti | Riverside Centroplex Arena         | 4                  | N.D.     | N.D.     | N.D.        |
| 20 agosto 1979    | Mobile         | Stati Uniti | Mobile Municipal Auditorium        | 7                  | N.D.     | N.D.     | N.D.        |
| 1 settembre 1979  | Uniondale      | Stati Uniti | Nassau Veterans Memorial Coliseum  | 8                  | N.D.     | N.D.     | N.D.        |
| 3 settembre 1979  | New Haven      | Stati Uniti | New Haven Coliseum                 | 8                  | N.D.     | N.D.     | N.D.        |
| 5 settembre 1979  | Springfield    | Stati Uniti | Springfield Civic Center           | 8                  | N.D.     | N.D.     | N.D.        |
| 7 settembre 1979  | Filadelfia     | Stati Uniti | The Spectrum                       | 8                  | N.D.     | N.D.     | N.D.        |
| 10 settembre 1979 | Huntington     | Stati Uniti | Huntington Civic Center            | 8                  | N.D.     | N.D.     | N.D.        |
| 12 settembre 1979 | Knoxville      | Stati Uniti | Knoxville Civic Coliseum           | 8                  | N.D.     | N.D.     | N.D.        |
| 14 settembre 1979 | Cincinnati     | Stati Uniti | Riverfront Coliseum                | 8                  | N.D.     | N.D.     | N.D.        |
| 16 settembre 1979 | Louisville     | Stati Uniti | Freedom Hall                       | 8                  | N.D.     | N.D.     | N.D.        |
| 18 settembre 1979 | Fort Wayne     | Stati Uniti | Allen County War Memorial Coliseum | 8                  | N.D.     | N.D.     | N.D.        |
| 20 settembre 1979 | Evansville     | Stati Uniti | Roberts Municipal Stadium          | 8                  | N.D.     | N.D.     | N.D.        |
| 22 settembre 1979 | Chicago        | Stati Uniti | International Amphitheatre         | 8                  | N.D.     | N.D.     | N.D.        |
| 24 settembre 1979 | Milwaukee      | Stati Uniti | MECCA Arena                        | 8                  | N.D.     | N.D.     | N.D.        |
| 26 settembre 1979 | Madison        | Stati Uniti | Dane County Expo Coliseum          | 8                  | N.D.     | N.D.     | N.D.        |
| 28 settembre 1979 | Bloomington    | Stati Uniti | Metropolitan Sports Center         | 8                  | N.D.     | N.D.     | N.D.        |
| 30 settembre 1979 | Kansas City    | Stati Uniti | Kansas City Municipal Auditorium   | 8                  | N.D.     | N.D.     | N.D.        |
| 2 ottobre 1979    | Saint Louis    | Stati Uniti | The Checkerdome                    | 9                  | N.D.     | N.D.     | N.D.        |
| 4 ottobre 1979    | Des Moines     | Stati Uniti | Iowa Veterans Memorial Auditorium  | 9                  | N.D.     | N.D.     | N.D.        |
| 6 ottobre 1979    | Duluth         | Stati Uniti | Duluth Arena Auditorium            | 9                  | N.D.     | N.D.     | N.D.        |
| 8 ottobre 1979    | Omaha          | Stati Uniti | Omaha Civic Auditorium             | 9                  | N.D.     | N.D.     | N.D.        |
| 10 ottobre 1979   | Cedar Rapids   | Stati Uniti | Five Seasons Center                | 9                  | N.D.     | N.D.     | N.D.        |
| 12 ottobre 1979   | Valley Center  | Stati Uniti | Britt Brown Arena                  | 9                  | N.D.     | N.D.     | N.D.        |
| 14 ottobre 1979   | Pine Bluff     | Stati Uniti | Pine Bluff Convention Center       | 9                  | N.D.     | N.D.     | N.D.        |
| 17 ottobre 1979   | Norman         | Stati Uniti | Lloyd Noble Center                 | 10                 | N.D.     | N.D.     | N.D.        |
| 19 ottobre 1979   | San Antonio    | Stati Uniti | HemisFair Arena                    | 10                 | N.D.     | N.D.     | N.D.        |
| 21 ottobre 1979   | Houston        | Stati Uniti | The Summit                         | 10                 | N.D.     | N.D.     | N.D.        |
| 23 ottobre 1979   | Fort Worth     | Stati Uniti | Tarrant County Convention Center   | 10                 | N.D.     | N.D.     | N.D.        |
| 27 ottobre 1979   | Abilene        | Stati Uniti | Taylor County Expo Center          | 10                 | N.D.     | N.D.     | N.D.        |
| 29 ottobre 1979   | Tulsa          | Stati Uniti | Tulsa Assembly Center              | 10                 | N.D.     | N.D.     | N.D.        |
| 31 ottobre 1979   | Lubbock        | Stati Uniti | Lubbock Municipal Coliseum         | 10                 | N.D.     | N.D.     | N.D.        |
| 4 novembre 1979   | Denver         | Stati Uniti | McNichols Sports Arena             | 10                 | N.D.     | N.D.     | N.D.        |
| 6 novembre 1979   | Anaheim        | Stati Uniti | Anaheim Convention Center          | 10                 | N.D.     | N.D.     | N.D.        |
| 7 novembre 1979   | Inglewood      | Stati Uniti | The Forum                          | 10                 | N.D.     | N.D.     | N.D.        |
| 10 novembre 1979  | Phoenix        | Stati Uniti | Arizona Veterans Memorial Coliseum | 10                 | N.D.     | N.D.     | N.D.        |
| 19 novembre 1979  | Vancouver      | Canada      | Pacific Coliseum                   | 11                 | 14 271   | $145 399 | [ 12 ]      |
| 21 novembre 1979  | Seattle        | Stati Uniti | Seattle Center Coliseum            | 12                 | 14 000   | $133 000 | [ 12 ]      |
| 25 novembre 1979  | Daly City      | Stati Uniti | Cow Palace                         | 12                 | N.D.     | N.D.     | N.D.        |
| 27 novembre 1979  | Fresno         | Stati Uniti | Selland Arena                      | 12                 | N.D.     | N.D.     | N.D.        |
| 29 novembre 1979  | San Diego      | Stati Uniti | San Diego Sports Arena             | 12                 | N.D.     | N.D.     | N.D.        |
| 1 dicembre 1979   | Albuquerque    | Stati Uniti | Tingley Coliseum                   | 12                 | N.D.     | N.D.     | N.D.        |
| 3 dicembre 1979   | Amarillo       | Stati Uniti | Amarillo Civic Center              | 12                 | N.D.     | N.D.     | N.D.        |
| 6 dicembre 1979   | Lake Charles   | Stati Uniti | Lake Charles Civic Center          | 12                 | N.D.     | N.D.     | N.D.        |
| 8 dicembre 1979   | Shreveport     | Stati Uniti | Hirsch Memorial Coliseum           | 12                 | N.D.     | N.D.     | N.D.        |
| 10 dicembre 1979  | Jackson        | Stati Uniti | Mississippi Coliseum               | 12                 | N.D.     | N.D.     | N.D.        |
| 12 dicembre 1979  | Biloxi         | Stati Uniti | Mississippi Coast Coliseum         | 12                 | N.D.     | N.D.     | N.D.        |
| 14 dicembre 1979  | Huntsville     | Stati Uniti | Von Braun Civic Center             | 12                 | N.D.     | N.D.     | N.D.        |
| 16 dicembre 1979  | Toledo         | Stati Uniti | Toledo Sports Arena                | 12                 | N.D.     | N.D.     | N.D.        |

### Date cancellate
| Data              | Città       | Stato       | Luogo                           | Ragione                                                                                          |
| ----------------- | ----------- | ----------- | ------------------------------- | ------------------------------------------------------------------------------------------------ |
| 14 giugno 1979    | Lakeland    | Stati Uniti | Lakeland Civic Center           | Criss si ferì alla mano                                                                          |
| 20 giugno 1979    | Savannah    | Stati Uniti | Savannah Civic Center           | Scarse vendite di biglietti                                                                      |
| 1 luglio 1979     | Atlanta     | Stati Uniti | The Omni                        | Scarse vendite di biglietti                                                                      |
| 14 luglio 1979    | Pontiac     | Stati Uniti | Pontiac Silverdome              | Data sospesa temporaneamente                                                                     |
| 22 luglio 1979    | Pittsburgh  | Stati Uniti | Pittsburgh Civic Arena          | Scarse vendite di biglietti                                                                      |
| 27 luglio 1979    | New York    | Stati Uniti | Madison Square Garden           | Data sospesa temporaneamente/reindirizzamento del tour                                           |
| 28 luglio 1979    | New York    | Stati Uniti | Madison Square Garden           | Data sospesa temporaneamente/reindirizzamento del tour                                           |
| 29 settembre 1979 | Bloomington | Stati Uniti | Metropolitan Sports Center      | Scarse vendite di biglietti                                                                      |
| 2 novembre 1979   | Midland     | Stati Uniti | Al G. Langford Chaparral Center | Rinviato per malattia di Paul Stanley, successivamente cancellato per indisponibilità della sede |
| 23 novembre 1979  | Portland    | Stati Uniti | Portland Memorial Coliseum      | I vigili del fuoco si rifiutarono di concedere un permesso                                       |

## Scaletta

### Scaletta tipica
1. King Of The Night Time World
2. Let Me Go, Rock 'N Roll
3. Move On
4. Calling Dr. Love
5. Firehouse
6. New York Groove
7. I Was Made For Lovin' You
8. Christine Sixteen
9. 2,000 Man
10. Love Gun
11. God Of Thunder
12. Shout It Out Loud
13. Black Diamond

Bis
1. Detroit Rock City
2. Beth
3. Rock And Roll All Nite

### Scaletta iniziale
1. King Of The Night Time World
2. Radioactive
3. Move On
4. Calling Dr. Love
5. Firehouse
6. New York Groove
7. I Was Made For Lovin' You
8. Love Gun
9. 2,000 Man
10. Tossin' And Turnin
11. God Of Thunder
12. Shout It Out Loud
13. Black Diamond

Bis
1. Detroit Rock City
2. Beth
3. Rock And Roll All Nite

### Curiosità sulla scaletta
Nella scaletta del tour sono stati per la prima ed unica volta introdotti dei brani provenienti dai quattro album solisti. I brani provenienti dagli album di Gene Simmons (Radioactive) e di Peter Criss (Tossin' And Turnin') sono stati proposti solamente nelle prime date e poi sono stati sostituiti da altri due brani (Let Me Go, Rock 'N Roll e Christine Sixteen). In alcune occasioni è stata proposta anche Love Gun.

## Curiosità
- Alcune date nel continente Americano furono spostate per ragioni non chiare (alcuni sostengono per dei problemi creati da Frehley e Criss dovuti alla loro vita "sregolata" che in quegli anni aumentava) e una quindi impossibilità della band di esibirsi.
- Inizialmente il tour di "Dynasty" era previsto anche per l'Europa dove il gruppo stava cominciando ad acquisire popolarità soprattutto grazie al singolo "I Was Made for Lovin' You" che in quegli anni spopolava in TV. Le date furono però improvvisamente annullate si dice per lo scarso successo (rispetto ai precedenti) che stava avendo il tour e per (a detta di fan) prestazioni a volte considerate "scialbe" e non sufficientemente all'altezza. La band infatti era sempre più diretta verso il music business. A peggiorare le cose gli eccessi di droga e alcool sempre più frequenti e di intralcio per Gene e Paul di Ace Frehley e Peter Criss che ancora non avevano mandato giù appieno le nuove sonorità che avevano deciso di intraprendere i primi due. Ragioni per cui (dati i costi abbastanza consistenti) la band non andò oltre gli Stati Uniti.

## Formazione
- Gene Simmons - basso, voce
- Paul Stanley - chitarra ritmica, voce
- Peter Criss - batteria, voce
- Ace Frehley - chitarra solista, voce